# Albany, Minnesota
Albany är en ort i Stearns County i Minnesota. Vid 2010 års folkräkning hade Albany 2 780 invånare.